# Guardias Viejas
Guardias Viejas (o Los Baños de Guardias Viejas) es una localidad y pedanía española perteneciente al municipio de El Ejido, en la provincia de Almería, comunidad autónoma de Andalucía. Está situada en la parte meridional de la comarca del Poniente Almeriense. Anexo a esta localidad se encuentra el núcleo de Almerimar, y un poco más alejados están Paraíso Al Mar, Matagorda y Balerma.

## Toponimia
La toponimia del pueblo procede de la compañía militar del siglo XV Guardias Viejas de Castilla constituida en 1497 por orden de los Reyes Católicos tras la toma de Granada y que dependían de Adra para la vigilancia costera. Los Baños hace referencia a la popularidad de los baños en el siglo XIX en un manantial ya empleado en época romana. 

## Núcleos de población
Se administra a través de la junta local Matagorda Guardias Viejas, de la que dependen Guardias Viejas, Matagorda, las Cuarenta Viviendas y la Urbanización Paraíso al Mar.

## Historia
Los primeros hallazgos son de la Edad del Cobre. 
La población de Guardias Viejas tiene su origen en el puerto fondeadero de la ciudad de la Hispania Romana Murgi. La ciudad de Murgi, hoy El Ejido, fue citada por Plinio el viejo y estaba en la órbita de Abdera. Tenía en este puerto un punto de comercio de aceite, garum y vino de la Baetica. Su apogeo fue desde el S.I hasta mediados del S. IV.
Su situación en el S.II AC era a la actual salida del pueblo, en la carretera de Almerimar. El puerto tenía una superficie de 3,5 hectáreas y de él solo quedan dos charcas ya secas, ya que el puerto se fue poco a poco sepultando por la arena de la playa. Su uso cesa en el siglo XIX por su escaso calado. 
Los hallazgos del puerto permiten conocer la importancia comercial de Murgi. 
Del S.I datan las Termas Romanas de Los Baños, construidas por Lucio Emilio Dafno.
Del siglo XIII data el poblado en ladera de Al-Nubayra (el “pino o pinar pequeño”) y una torre cuadrada de vigilancia litoral.
Tras la toma de Granada en 1497 se edifica la Torre de Guardias Viejas sobre la anterior torre para vigilancia costera. El conjunto defensivo lo constituían además las torres de Alhamilla en Balanegra, Malerva en Balerma y de Punta Entinas para la defensa ante los piratas berberiscos y turcos.
En el siglo XVII se consolida y reedifica la torre de Guardia Vieja. Bajo el reinado de Carlos III en 1770 se comienza a construir el Castillo de Guardias Viejas para la defensa ante la marina inglesa y holandesa. Estuvo en servicio hasta 1873.
En el siglo XIX a las curas de Los Baños acuden veraneantes y enfermos de Almería, Dalías y Berja. En 1831 el Bandolero José Rivera (del Trebolar) desembarca en las playas de Guardias viejas.
En 1859 el Doctor Carreño analiza las aguas de Guardias Viejas y describe el pueblo con 40 casas.
En el 1862 encalla el vapor inglés Massillia. El 25 de enero de 1917 encalló también el vapor noruego Hangland el cual iba rumbo a Italia cargado de trigo. El motivo en ambos casos es el fondo rocoso y la existencia de bancos de algas en el entorno.
A partir de 1882 a 1936 se explotan las salinas , que producían unas 3.500 toneladas de sal anuales. Quedan dañadas durante la Guerra Civil y abandonadas hasta que son compradas en 1987 por Ejido Beach S.A. 
Hasta finales del siglo XIX la principal actividad económica es la ganadería. A principios del siglo XX gracias a obras hidráulicas comienza la agricultura y la constitución del actual núcleo de población.

## Patrimonio artístico y monumental
Están pendientes de llevarse a cabo las actuaciones arqueológicas que pongan en valor el importante patrimonio histórico de El Ejido. Los yacimientos se encuentran amenazados por la especulación urbanística y las labores agrícolas.

### Castillo de Guardias Viejas
El Castillo de Guardas Viejas un importante reclamo cultural y turístico.

### Termas romanas de Los Baños
En el año 1872 en la carretera de los atajuelos (en el paraje “Venta del olivo”), muy cerca de la vía augusta, el ingeniero Sáez de Santamaría descubre una placa rectangular de piedra caliza, quien luego la donó al presidente de la I República Emilio Castelar, que la tuvo en su domicilio de Madrid hasta  su muerte en 1889.
En ella se puede leer este texto de gran importancia histórica ya que permitió ubicar la antigua ciudad de Murgi y fijar los límites de la antigua Bética:
PVBLIVS. AEMILIVS.DAPHNVS. SEVIR.THERMAS. SVA.OMNI. IMPENSA.
MVNICIPIBVS. MVRGITANIS.
DEDIT. ET.QUODIE. EAS.DEDICAVIT. DENARIOS.SING.
VLOS. CIVIBVS.ET.INCOLIS. EPVLVM.DEDIT.
ET.QVAM. DIV.VIXISSET. EODEM.DIE. DATVRVM.
ESSE. DENARIOS.SINGVLOS. EISDEM.PROMISSIT. ET.IN.
TVTELAM. EARVNDEM.THERMARVM. QVAM.
DIV. IPSE.VIXISSET. ANNVOS.DENARIOS. CL
POLLICITVS. EST.
Traducción:
“El servir Publio Emilio Dafne obsequio a los ciudadanos de Murgi con estas termas construidas completamente a su costa.
El día que las inauguró regalo a cada uno de los ciudadanos y residentes un denario además de un banquete público.
Les prometió igualmente que mientras viviese daría a cada uno un denario coincidiendo con el aniversario de la inauguración.
Finalmente, también prometió una cantidad de 150 denarios a lo largo de su vida para el mantenimiento de dichas termas.”
Probablemente Lucius Aemilius Daphnus era un liberto, tal vez de origen griego, es decir; un esclavo que ha conseguido la libertad de sus amos. Este hombre llegó a ser un sevir (un importante cargo del culto imperial) de esta comunidad. Y para conmemorarlo hizo una importante donación a la población en la ejercía como sevir. Esta consistía en la donación de 150 denarios anuales. Además, para celebrar la inauguración de esta obra ofrece un banquete (epulum), así como la repartición de dinero (sportula) a los ciudadanos ( romanos) así como a los incólae (residentes que no tenían la categoría de ciudadanos), de este municipio de Murgi. El cual estaba dotado del ius Latti o derecho de ciudadanía, estatus que debió de alcanzar poco antes de escribirse esta inscripción (finales del siglo I d. C. o principios del siglo II).

## Festividades
Se celebra la festividad de Santiago Apóstol (25 de julio) patrón de la barriada. En 2008 se terminó la Iglesia de Santiago Apóstol.   

## Cultura
Desde 1992 en julio y agosto se celebra el Ciclo de Conciertos del Castillo de Guardias Viejas, impulsado por el Área de Cultura del Ayuntamiento de El Ejido.
Fue la sede del festival Creamfields Andalucía de 2008 a 2010. Fue la sede del Natural Music Festival en 2006 y 2007.